# Pedioplanis undata
Espèce
Synonymes
- Lacerta undata Smith, 1838

Pedioplanis undata est une espèce de sauriens de la famille des Lacertidae.

## Répartition
Cette espèce se rencontre au Cap-du-Nord en Afrique du Sud, dans le sud de la Namibie et dans le Sud de l'Angola.

## Publication originale
- Smith, 1838 : Contributions to the Natural History of Southern Africa. Art. VIII. Magazine of natural history, vol. 2, no 14, p. 92-94.